# Rellotge calculador o màquina de Schickard

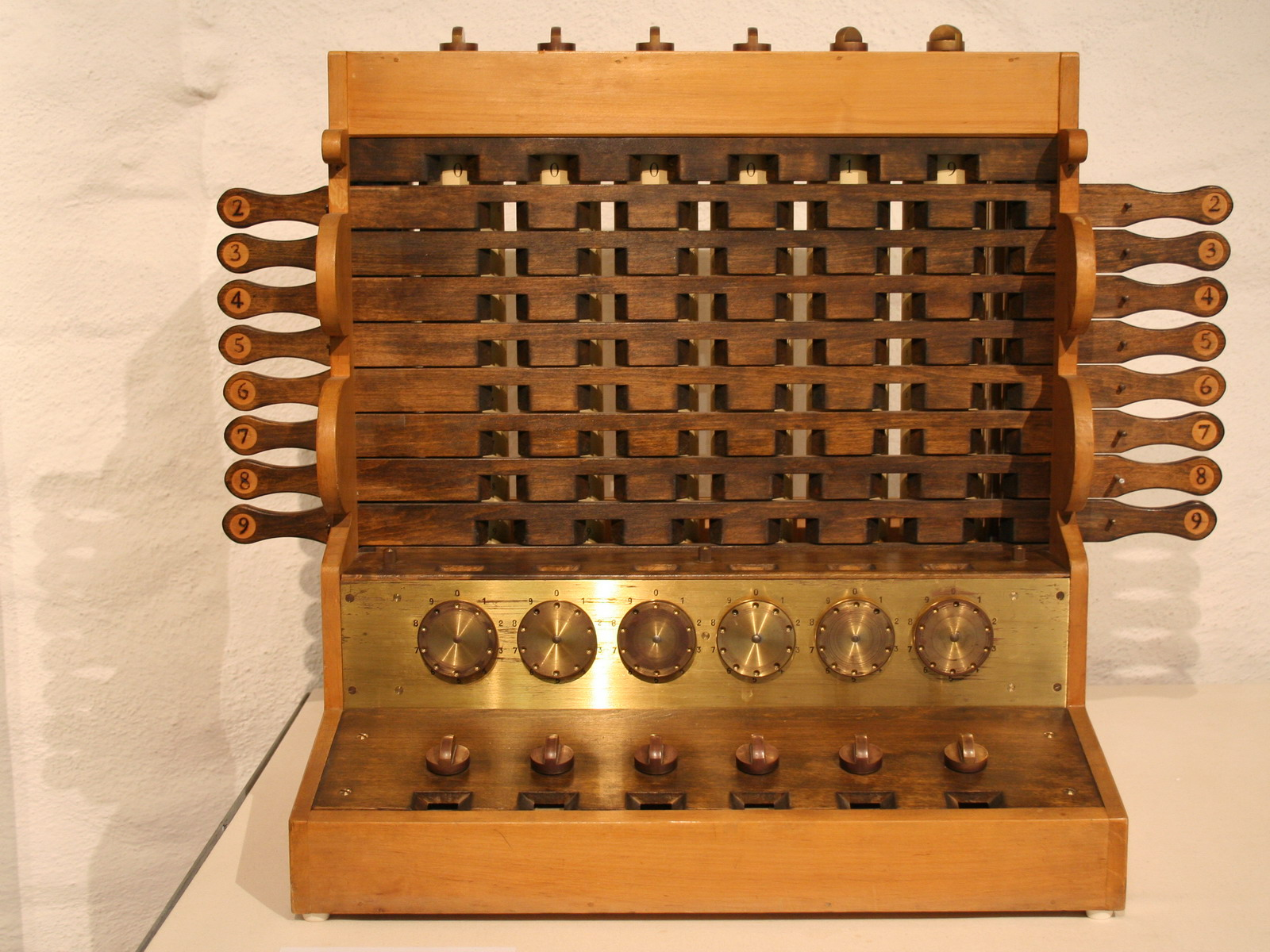
Rèplica d'un rellotge calculador o màquina de Schickard.

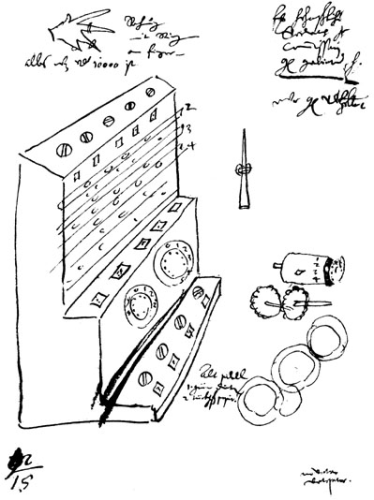
Esquemes i gràfics del funcionament del rellotge calculador i la seva construcció que Schickard va adjuntar amb una de les cartes que va enviar a Kepler.

El Rellotge calculador o màquina de Schickard és una màquina d'engranatges que fou inventada pel matemàtic alemany Wilhlem Schickard l'any 1623 que sumava i restava automàticament i dividia i multiplicava de forma semiautomàtica.

## Història
Leonardo da Vinci ja havia dissenyat una màquina de sumar, però aquesta no s'havia arribat mai a construir degut a l'avenç de la tecnologia en aquell moment. Així doncs, la màquina de Schickard va ser la primera de la història en ser construïda.
La màquina incorporava el principi de regletes de John Napier i estava composta per dos mecanismes diferenciats. A la part inferior hi actuava un mecanisme tipus pascalina (invent de Pascal creat 19 anys després) i a la part superior un àbac de Napier de forma cilíndrica. La suma de tots dos permetia realitzar les quatre operacions aritmètiques elementals. El rellotge calculador no va tenir influència en el desenvolupament de les posteriors màquines calculadores, ja que l'invent va romandre desconegut per la resta del món. Un incendi va destruir la màquina abans de ser acabada i Schickard va morir a causa d'una epidèmia, juntament amb tota la seva família, abans de poder-ne fer una altra.
L'any 1957 l'historiador Franz Hammer va trobar una seguit de cartes epistolars que Schickard havia enviat a l'astrònom Johannes Kepler on descrivia la màquina. En una carta datada del 20 de setembre de 1623, Schickard li va dir a Kepler:
| « | "El què fas tu amb el càlcul manual, ho he intentat jo fa poc amb però mecànicament... He construït una màquina que compta immediata i automàticament els nombres donats, suma, multiplica i divideix... Estic segur que estellaràs d'alegria quan vegis com transporta el que s'emporta de les desenes o centenes o com descompta les subtraccions..." | » |

A la carta del 25 de febrer de 1624, va incloure dibuixos en els que il·lustrava la construcció de l'aparell. Al cap d'uns anys, el 1671, el científic Gottfried von Leibnitz desenvolupà una nova màquina basada en principis semblants. Era més sofisticada i la seva finalitat era alleugerir els càlculs i podia multiplicar i dividir també de forma automàtica.

## Funcionament
L'aparell combinava un àbac neperià de rodets a la part superior amb un àbac de cercles tipus pascalina a la part inferior. Aquest darrer es basa en el moviment de sis rodes dentades engranades entre elles i que per a cada volta sencera de qualsevol d'elles la roda que hi ha a la seva esquerra realitza una dècima de volta. La part superior es compon per sis cilindres amagats per regletes corredisses i sis discos que realitzen les operacions. D'aquesta manera és capaç de dur a terme les quatre operacions elementals. Els cilindres porten xifres de les taules de multiplicar, els discos, amb les rodes dentades interiors, s'engranen entre elles per permetre la suma. Les xifres es llegeixen en les obertures de la planxa central, marcades a cada una de les rodes. Era capaç de realitzar operacions fins a un màxim de 6 dígits. Comptava, a més, amb una campana que avisava quan es produïen errors de desbordament.